# 金魚五
劍魚座ν，又名CP-68 474，HD 43107、SAO 249461、HR 2221，是劍魚座的一颗恒星，视星等为5.06，位于銀經279.01，銀緯-29，其B1900.0坐标为赤經6h 9m 22.7s，赤緯-68° -29′ 19″。